# مهرجان كان السينمائي 1988
مهرجان كان السينمائي لعام 1988 هو الدورة الـ41 للمهرجان عُقد في 11 إلى 23 مايو من عام 1988، حصل فيلم «بيل الفاتح» للمخرج الدنماركي بيل أوقست على السعفة الذهبية للمهرجان.